# Podkozara Donja (Goražde)
Pour les articles homonymes, voir Podkozara Donja.
Podkozara Donja (en serbe cyrillique : Подкозара Доња) est un village de Bosnie-Herzégovine. Il est situé dans la municipalité de Goražde, dans le canton du Podrinje bosnien et dans la fédération de Bosnie-et-Herzégovine. Selon les premiers résultats du recensement bosnien de 2013, il compte 99 habitants.

## Démographie

### Évolution historique de la population
| 1948 | 1953 | 1961 | 1971 | 1981 | 1991 | 2013 |
| ---- | ---- | ---- | ---- | ---- | ---- | ---- |
| -    | -    | 147  | 217  | 415  | 488  | 99   |

|  |